# Gesäters församling
Gesäters församling var en församling i Karlstads stift och i Dals-Eds kommun i Västra Götalands län (Dalsland). Församlingen uppgick 2010 i Dals-Eds församling.

## Administrativ historik
Församlingen har medeltida ursprung. 
Församlingen var till 1670 annexförsamling i pastoratet Dals-Ed, Nössemark, Håbol, Töftedal, Rölanda och Gesäter. Från 1670 till 1998 var församlingen annexförsamling i pastoratet Rölanda och Gesäter som från 1962 även omfattade Töftedals församling. Från 1998 till 2010 var den annexförsamling i pastoratet Dals-Ed, Nössemark, Håbol, Gesäter, Rölanda och Töftedal. Församlingen uppgick 2010 i Dals-Eds församling.

## Kyrkor
- Gesäters kyrka